# Opisthocoelicaudia
Opisthocoelicaudia var ett dinosauriesläkte som levde i Asien under Krita för ungefär 70 miljoner år sedan. Den kunde bli upp till 12 meter lång. Opisthocoelicaudia levde i öppna skogslandskap i Mongoliet, i övergången mellan skog och slätt med låga växter. Den var en av de sista sauropoderna, och även om de flesta forskare anser att den tillhör camarasauriderna, finns det några som menar att den tillhörde en annan grupp - titanosaurier. Beklagligtvis har man hittat vare sig kranium eller hals av Opisthocoelicaudia, så det är inte lätt att lösa mysteriet med grupptillhörighet. Man har hittat dess svansbenen, och eftersom de var ovanligt kraftiga för att tillhöra en sauropod undrar forskarna om den kan ha vilat på svansen och lyft frambenen från marken för att nå högt belägna trädkronor.